# 夹山寺
夹山寺坐落在中国湖南省常德市石门县夹山国家森林公园内，是一座汉传佛教禅宗寺院。现存伽蓝除观音殿外都是1992年重新建造。

## 词源学
夹山寺因其地两山相夹，一道相通，故而名叫夹山寺。:193宋朝至清朝，普遍称其“灵泉禅院”。:193

## 沿革
唐朝咸通十一年（870年），释善会主持修建普慈寺，又名灵泉禅院。:220:193释善会是禅宗青原行思门下的第四代，师从船子德诚。
北宋时期，圆悟克勤在夹山寺讲经说法，著有《碧岩录》（《佛果圆悟禅师碧岩录》），该书被誉为天下“禅门第一书”。:220:193南宋末年，日本僧人荣西把《碧岩录》和圆悟克勤“茶禅一味”墨宝带回日本
1949年，中华人民共和国建立之后，夹山寺在土地改革运动、大跃进、文化大革命中数次拆改，大部分古建筑荡然无存，只留下大雄宝殿（今观音殿）。1958年，夹山寺是“国营十九峰林场”办公场所。1980年，石门县文物工作者在夹山寺附近发现奉天大和尚墓、《梅花百韵诗》木刻残版等文物，撰文指出奉天大和尚是李自成，引起学术界波澜。1990年，经过国家宗教事务局和湖南省民族宗教事务委员会批准夹山寺重新成为宗教活动场所。1992年，石门县人民政府投入资金按照清朝澧洲知府何璘所记载的原貌，对夹山寺和闯王陵园修复重建。1993年12月16日，夹山寺若干管理使用权移交给寺僧。1998年12月15日，夹山寺使用权利全面移交佛教团体。

## 保护
1959年、1983年，湖南省人民政府两次公布夹山寺列入湖南省省级文物保护单位。1999年，湖南省人民政府批准夹山寺为湖南省重点宗教活动场所。2013年，中华人民共和国国务院将夹山寺列入“第七批全国重点文物保护单位”。
1996年，湖南省人民政府公布闯王陵园列入湖南省省级文物保护单位。

## 伽蓝
夹山寺现存伽蓝主要有山门、九曲桥、钟楼鼓楼、天王殿、大雄宝殿、大悲殿、法堂、藏经楼、灵泉塔、斋堂。:220寺院旁是闯王陵园和碧岩湖。:193

### 大雄宝殿
大雄宝殿是唐朝建筑，清朝道光三十年（1850年）修葺，砖木结构，重檐歇山顶，九脊琉璃，黄瓦屋面，下檐外部不用柱，而用砖墙，翼角起翘，角山墙成45度辐射，自金砖砌至檐柱，高出下檐成弓山墙，青石台基，宝柱石栏杆，柱墩大多数是乳钉鼓形状，内金柱置覆盆柱础（唐宋遗物），棱花格扇装修，后檐墙立园门一道。大雄宝殿面阔7间，27米，进深5间17米，高13米，面积459平方米。原有佛像20尊和宋朝铜钟一口已经被毁。

## 文物
- 康熙四十四年（1705年）《重修夹山灵泉功德》碑一方
- 道光三十年（1850年）《重修夹山灵泉寺》碑一方